# Anna Fiorilli Pellandi
Anna Fiorilli Pellandi (Venezia, 26 dicembre 1772 – Verona, 21 gennaio 1841) è stata un'attrice teatrale italiana, una delle prime ad essersi esibita in un teatro.

## Biografia
Figlia di attori, Anna Fiorilli cominciò molto giovane a recitare, e nel 1795 sposò Antonio Pellandi, figlio di Giuseppe Pellandi, nella cui compagnia era entrata il medesimo anno (ne faceva parte anche la sorella Laura). Il 4 gennaio 1797 contribuì alla notorietà dell'allora semisconosciuto Ugo Foscolo interpretando, al Teatro Sant'Angelo di Venezia, Erope, nel Tieste assieme a Domenico Camagna e Gaetano Businelli. In quella circostanza « commosse con la sua arte il pubblico, nelle cui simpatie era da tempo per la sua bellezza ».
L'attrice sapeva esprimersi al meglio nei « drammi lacrimosi », cari al pubblico veneziano dell'epoca, ma voleva cimentarsi anche in ruoli più seri, come quelli prettamente tragici. In questo senso, il Tieste le fornì un'opportunità importante, ed è probabile che il suo volere, sostenuto dall'amico e ammiratore Melchiorre Cesarotti, convincesse la compagnia a portare in scena l'opera di un autore debuttante, fatto altrimenti alquanto inconsueto.
La Fiorilli Pellandi, che si era guadagnata a Padova la stima di Cesarotti - il quale per lei scrisse alcuni endecasillabi, un prologo e tradusse dal francese una commedia di Poullain de Saint-Foix -, si impose presto sulla scena veneziana, avviando una brillante carriera.
Fu prima attrice della Compagnia Vicereale dal 1807 e il 1812 ed in seguito diresse una propria compagnia con Paolo Belli Blanes. Si distinse sia nel repertorio comico che in quello drammatico.